# Ishinosuke Uwano
Ishinosuke Uwano (japansk: 上野 石之助; født oktober 1922, død 2013) var soldat i den kejserlige japanske hær. Han blev kendt i offentligheden i april 2006 efter det blev kendt, at han havde boet i Ukraine i seks årtier efter afslutningen på 2. verdenskrig, på trods af, at han var blevet indskrevet som død i officielle japanske registre.
Uwano var blevet udstationeret på Sakhalin-halvøen i slutningen af krigen, og havde været i kontakt med sin familie så sent som i 1958. Efterfølgende havde han giftet sig med en ukrainsk kvinde, og havde slået sig ned i Kyiv, hvor de fik tre børn. Imidlertid førte hans manglende kontakt med familien i Japan til, at han erklæredes død i 2000. I 2006 måtte han som et resultat deraf, da han skulle besøge sin familie i Japan, rejse til sit hjemland med et ukrainsk pas.